# Senat (Südafrika)

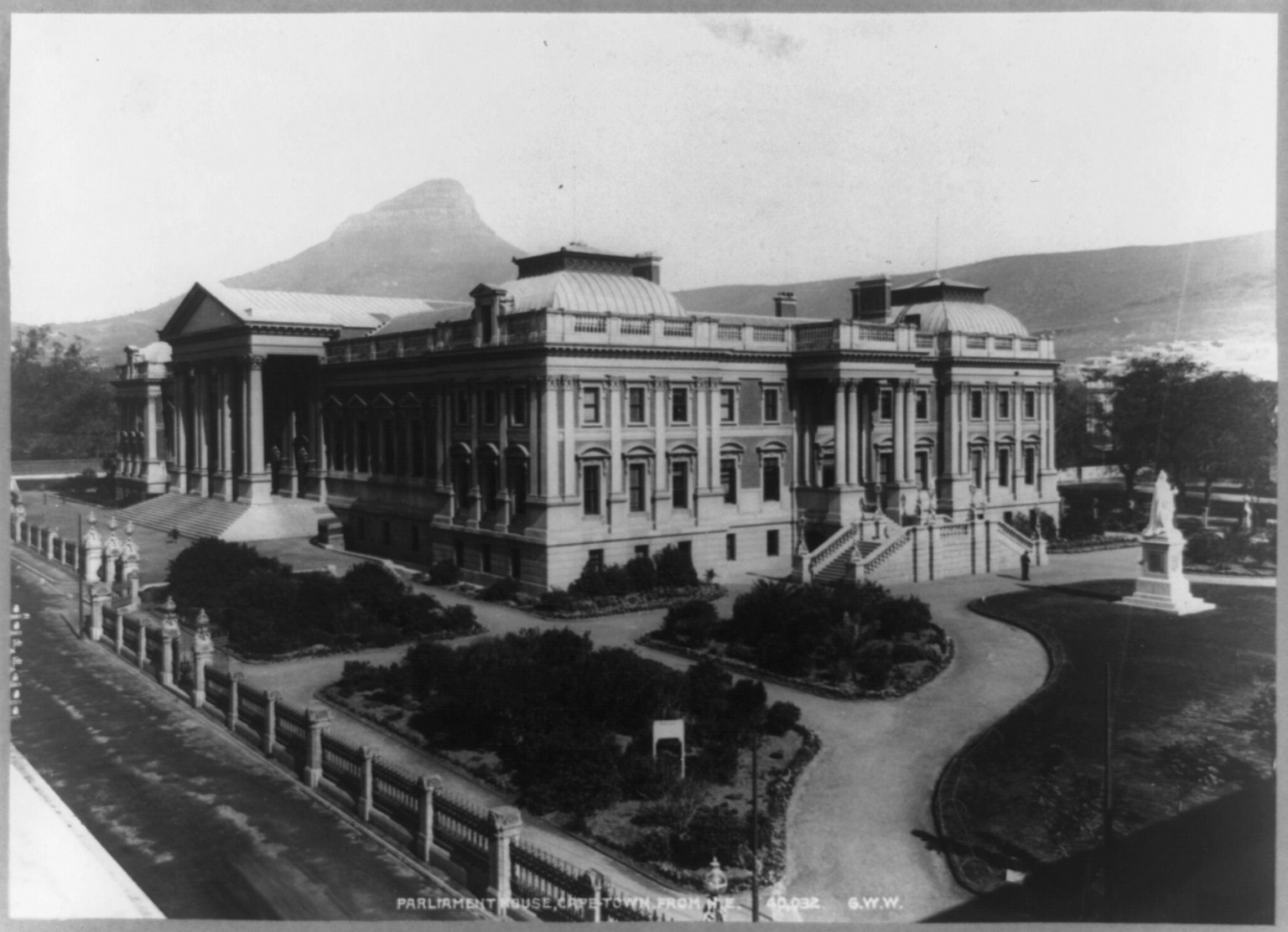
Die Houses of Parliament in Kapstadt, Tagungsort des Senats (historische Aufnahme)

Der Senat (englisch Senate, afrikaans Senaat) war von 1910 bis 1980 sowie von 1994 bis 1997 das Oberhaus im parlamentarischen Zweikammersystem von Südafrika. Der Senat tagte in einem Saal in den Houses of Parliament in Kapstadt.

## Geschichte

### 1910 bis 1980
Nach der Bildung der Südafrikanischen Union im Jahr 1910 wurde der Senat durch eine Wahlgremium aus Mitgliedern der vier Provinzräte (provincial councils) sowie des House of Assembly (Afrikaans: Volksraad) bestimmt; je Provinz wurden acht Mitglieder gewählt. Weitere acht Mitglieder des Senats wurden durch den Governor-General auf Vorschlag des Premierministers ernannt. Die Wahlperiode betrug zehn Jahre. Die Grundlage bildete der South Africa Act, 1909.
Der Senat wurde vom „Präsidenten“ geführt. Mitglieder mussten mindestens 30 Jahre alt, das Recht auf Eintrag ins Wählerregister für die National Assembly besitzen, seit 5 Jahren auf dem Territorium der Südafrikanischen Union gelebt haben sowie Brite europäischer Abstammung sein und südafrikanischen Immobilienbesitz im Wert von mindestens 500 Pfund Sterling haben. Der Senat verstand sich anfangs als Kontrollinstanz des House of Assembly, aber auch als Wächter der Verfassung und der Interessen der nicht-weißen Bevölkerung.
1920 fand die nächste Wahl statt, die eine knappe Mehrheit für Senatoren der South African Party (SAP) ergab, während es nach 1924 in der Nationalversammlung eine Mehrheit der Nasionale Party (NP) gab. Nach der Wahl 1929 wurde der Senat aufgrund einer geänderten Gesetzeslage aufgelöst und neugewählt. Nunmehr ergab sich eine Mehrheit für die NP, die nach deren Fusion mit der SAP zur United Party (UP) zu einer großen Mehrheit wurde.
Seit 1936 kam es zweimal zu einer Veränderung in der Zusammensetzung des Senats zugunsten der nichteuropäischen Bevölkerung. Der Representation of Natives Act (Act No. 12 of 1936) von 1936 sowie der Asiatic Land Tenure Act and Indian Representation Act (Act No. 28 of 1946) legten unter anderem fest, dass als Vertreter der nichteuropäischstämmigen Bevölkerung weiße Senatoren durch traditionelle Oberhäupter und weitere Amtsinhaber in Wohngebieten der Bevölkerungsgruppen zu wählen waren. Zur Vertretung der schwarzen Bevölkerung waren demnach vier Senatoren für die Gebiete Transkei, Kapprovinz, Natal und Transvaal/Oranje-Freistaat zu wählen. Für die indischstämmige Bevölkerung gab es nun einen nominierten und einen gewählten (weißen) Senator.
1939 fand die nächste Senatswahl statt. 28 der 44 Mitglieder stimmten für eine Teilnahme der Südafrikanischen Union am Zweiten Weltkrieg. Nach dem Sieg der NP in der Wahl 1948 wurde der Senat erneut aufgelöst und neu gewählt. Es ergab sich eine knappe Mehrheit für die Koalition aus Nasionale Party und Afrikanerparty. Durch den South West Africa Affairs Amendment Act (Act No. 23 of 1949) wurden zusätzlich vier Senatoren aus dem damaligen Südwestafrika aufgenommen, von denen zwei durch ein Wahlgremium aus Mitgliedern der South West African Legislative Assembly und des House of Assembly bestimmt wurden und zwei ernannt wurden.
Der Senate Act von 1955 (Act No. 53 of 1955) wurde nach einer Verfassungsänderung beschlossen. Zuvor war es zu einer Verfassungskrise gekommen, nachdem es im gemeinsam tagenden House of Assembly und Senat keine Zweidrittelmehrheit für eine Abschaffung der volle Stimmrechten der Coloureds gegeben hatte und die NP-Regierung das Parlament zu einem High Court erklären ließ, der letztinstanzliche Entscheidungen der Gerichte für ungültig erklären konnte. Nachdem dies gerichtlich untersagt wurde, wurde der Senat zugunsten der NP reformiert. Senatoren wurden nunmehr auf Provinzebene über Mehrheitswahlen in den Wahlgremien bestimmt, so dass außer in Natal ausschließlich NP-Kandidaten gewählt wurden. Die Zahl der Senatoren für Transvaal wurde auf 27 erhöht, für die Kapprovinz auf 22, entsprechend der Zahl der Abgeordneten der Provinzparlamente. Auch die Zahl der ernannten Senatoren wurde erhöht. Damit gab es nun 89 Senatoren, von denen 77 auf Seiten der Regierung standen. Der Senat stimmte nun mit ausreichender Mehrheit der Abschaffung der vollen Stimmrechte der Coloureds zu. Die Wahlperiode der Senatoren wurde auf fünf Jahre verkürzt. Mit dem Separate Representation of Voters Act (Act No. 46 of 1951) kam ein Senator als Vertreter der Coloureds hinzu.
Die bisherigen vier Vertreter für die schwarze Bevölkerung entfielen 1959 in Folge des Promotion of Bantu Self-Government Act (Act No. 46 of 1959).
1960 wurde die Zahl der Senatoren auf 54 verringert, der Colouredvertreter jedoch beibehalten. Der Senat Act von 1960 (Act No. 53 of 1960) veränderte wieder die Zusammensetzung des Senats.
Nach der Gründung der Republik Südafrika im Jahr 1961 war der Staatspräsident für die Ernennung von Senatoren zuständig; der Präsident des Senats war fortan erster Stellvertreter des Staatspräsidenten. Die Sitze für alle Nicht-Weißen wurden mit Wirkung von 1962 bzw. 1968 abgeschafft. Die Vertretung Südwestafrikas endete 1977.
Die Colouredvertretung im Senat endete 1968 in Folge des Coloured Persons Representative Council Act (Act No. 52 of 1968).
1980 wurde der Senat auf Initiative von Staatspräsident Pieter Willem Botha im Zuge einer beabsichtigten Verfassungsreform mit dem South Africa Constitution Fifth Amendment Act No. 74 of 1980, abgeschafft. Die Sitzungsräume wurden ab 1984 durch das neu geschaffene House of Representatives, eine von der Apartheid-Regierung geschaffene Vertretung der Coloureds, genutzt.

### 1994 bis 1997
1994 wurde erneut ein Senat gebildet. Ihm gehörten je zehn Senatoren aus jeder der neun Provinzen an, die aus den Provincial Legislatures nach dem erzielten Wahlergebnissen bestimmt und entsandt worden waren. Zum Senatspräsident wurde Hendrik Jacobus Coetsee (NP) und zu seinem Stellvertreter Govan Mbeki (ANC) gewählt. Dieses Gremium trat erstmals am 20. Mai 1994 zusammen. Gemäß der Verfassung von 1996 wurde der Senat im Folgejahr durch das National Council of Provinces ersetzt.
Die Konsultationen zum Entwurf einer neuen Verfassung verliefen zur Frage der Errichtung einer neu konzipierten Provinzvertretung auf nationaler Ebene nicht konfliktfrei. Besonders zwischen der Nasionale Party (NP) und dem ANC traten erhebliche unterschiedliche Sichtweisen zutage. Ein entscheidendes Argument für ein neues Modell waren die bisherigen Erfahrungen, wonach das Verhältnis zwischen nationaler Regierung und den Provinzregierungen an Konfliktpotenzial stetig zugenommen hatte. Der ANC schlug im Verlaufe der zweiseitigen Verhandlungen zu diesem Punkt ein Council of provinces mit 55 Mitgliedern vor, das an die Stelle des bisherigen Senats treten sollte. Die Meinungsverschiedenheiten hielten bis zur öffentlichen Vorlage des Verfassungsentwurfs an. Die NP befürchtete eine Schwächung der Stellung der Provinzen und plädierte für eine strikte Machtteilung zwischen Provinzen und der nationalen Regierung.

## Tagungsgebäude und Sitzungssaal
Der Sitzungssaal wurde vor 1910 vom Legislative Council of the Cape of Good Hope genutzt, dem Oberhaus der damaligen Kapkolonie. Er war im Stil des Sitzungssaals des britischen Oberhauses gehalten, zum Beispiel mit sich gegenüberstehenden Sitzreihen. Dieser Versammlungsraum wurde mit der Abschaffung des Senats 1997 so umgebaut, dass die Sitzbänke seitdem im Halbkreis stehen.